# Улу-Узень
Улу́-Узе́нь (также Улу-Узень Алуштинский, Алушта-Су, Месарлык; укр. Улу-Узень, крымскотат. Ulu Özen, Улу Озен) — река на Южном берегу Крыма. Длина реки 7,8 км, площадь водосбора 20,8 км², среднемноголетний сток, на гидропосте Алушта, составляет 0,394 м³/с, В. М. Аполлосов в книге «Воды Крыма» 1925 года приводит значение 0,319 м³/с, при максимуме 28 октября 1914 года — 27,71 м³/с. В сборнике «Крымское государственное заповедно-охотничье хозяйство им. В. В. Куйбышева» 1963 года у Улу-Узеня записаны длина реки 15,0 км, площадь бассейна 60,8 км², уклон реки 54 м/км². Во многих источниках Улу-Узень считается одной, совместно с Узень-Башем, Рухлов, В. М. Аполлосов, Суперанская а за ними современные карты выделяют Узень-Баш в отдельную правую составляющую Улу-Узеня.
Название переводится с крымскотатарского как «большая (великая) река», также известен вариант Месарлык Часто именуется Улу-Узень Алуштинский для отличия от расположенной к востоку реки Улу-Узень Восточный.

## Описание
Образуется в седловине между Бабуганом Чатыр-Дагом слиянием двух рек: Сафун-Узень и Узень-Баш. У села Изобильного на реке Улу-Узень сооружено Изобильненское водохранилище (объём 13,25 млн м³), снабжающее пресной водой Алушту и используемое для орошения. У реки, согласно справочнику «Поверхностные водные объекты Крыма», 7 безымянных притоков, длиной менее 5 километров. По сведениям Николая Рухлова, изложенным в труде «Обзор речных долин горной части Крыма» 1915 года, ниже селения Корбеклы река принимает слева балку, питаемую источником Дохдан-су (с дебетом 11270 вёдер в сутки и температурой 7,8 °C) из которого вода также подавалась в деревню через 8 делителей на 12 водоразборных фонтанов, ещё ниже по течению впадает маловодная балка Хайрах-Дере. Справа Улу-Узень принимает ручей Ай-Йори (от одноимённого источника), и балка Чашпурни, текущая от родника Чаш-Бурна (Чашпурни у Рухлова и Кондараки. Также Рухловым описан правый приток-балка Суан-Сулар, текущая со склонов горы Урага от родника Суан-Чокрак (или Соханын-су). На подробных туристическиш картах, опирающихся на работы краеведа Белянского, подписаны правые притоки — ручей Аранлар-Хыр и балка Серауз.
Впадает в Чёрное море в пределах города Алушта. Водоохранная зона реки установлена в 100 м.
Из-за Изобильненского водохранилища расход воды в реке ниже плотины не стабилен и колеблется в течение суток (с периодически полным его прекращением), в то же время прохождение естественных паводков полностью зависит от периодичности сбросов воды водохранилищем.
В 2020 г. Улу-Узень полностью пересыхал и в верхнем течении.
После создания гидротехнического сооружения в реке ниже его исчезла популяция пресноводного краба.
Впадает река Корбекский Узень с каскадным водопадом Трёх Географов.

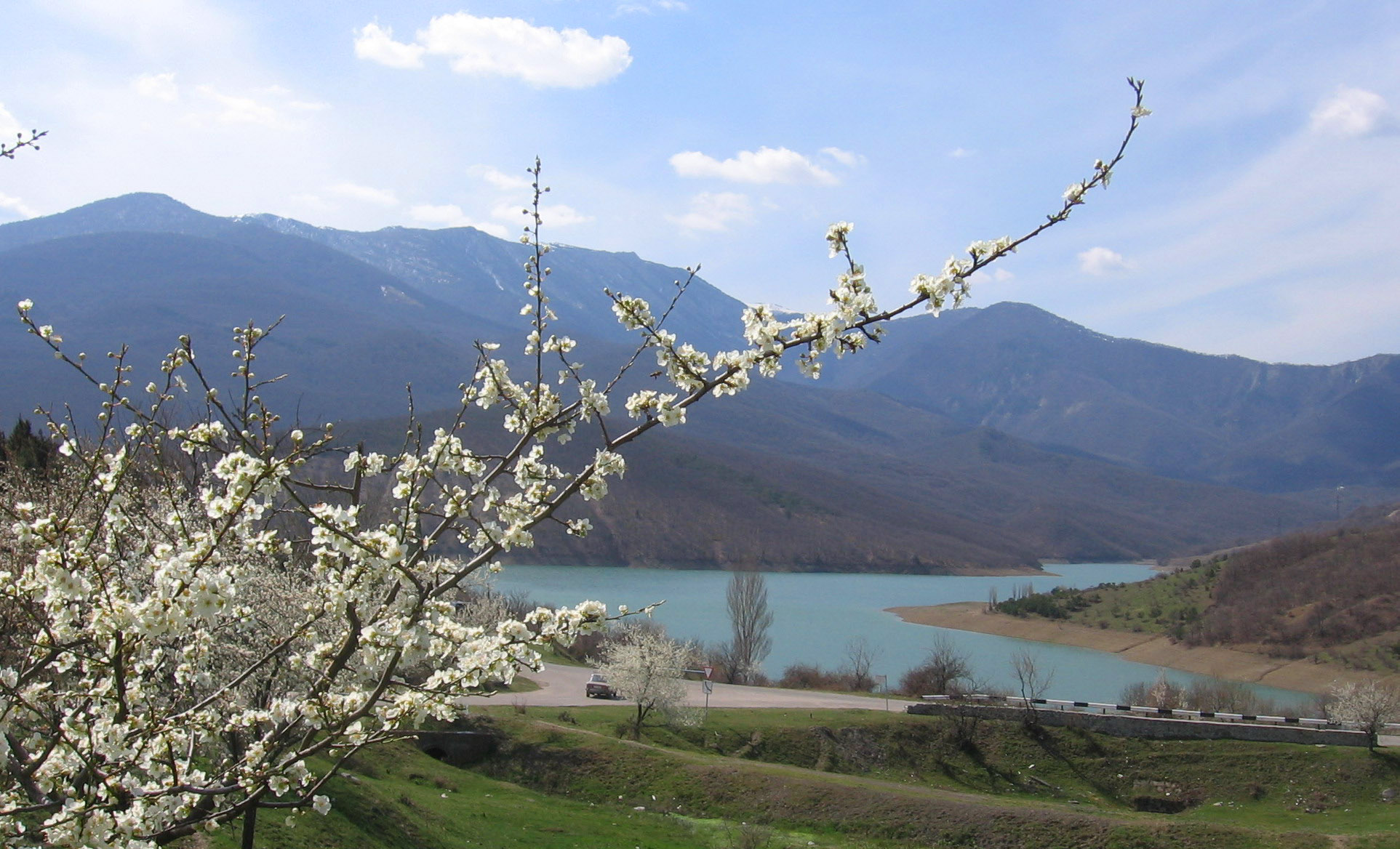
Изобильненское водохранилище на реке Улу-Узень, Крым